# Villars (Buenos Aires)
Villars es una localidad argentina del partido de General Las Heras, provincia de Buenos Aires.

## Geografía

### Ubicación
Se encuentra a 18 km de la ciudad de Marcos Paz y a 18 km de la ciudad de General Las Heras, accediéndose por un camino pavimentado que surge de la ruta provincial 6. Está conectada por transporte público con las líneas de colectivos 136 y 322, así como el ferrocarril Belgrano Sur en la estación Villars.

### Población
Cuenta con 1,147 habitantes (Indec, 2010), lo que representa un incremento del 28,6% frente a los 892 habitantes (Indec, 2001) del censo anterior.
| Gráfica de evolución demográfica de Villars entre 1991 y 2010 |
|                                                               |
| Fuente: Censos nacionales del INDEC                           |

### Sismicidad
La región responde a la «subfalla del río Paraná», y a la «subfalla del río de la Plata», con sismicidad baja; y su última expresión se produjo el 5 de junio de 1888 (136 años), a las 3.20 UTC-3, con una magnitud aproximadamente de 5,0 en la escala de Richter (terremoto del Río de la Plata de 1888).
La Defensa Civil municipal debe advertir sobre escuchar y obedecer acerca de
Área de
- Tormentas severas periódicas
- Baja sismicidad, con silencio sísmico de 136 años

## Sitios de interés
- Estación ferroviaria Villars